# Expedição Terra Nova

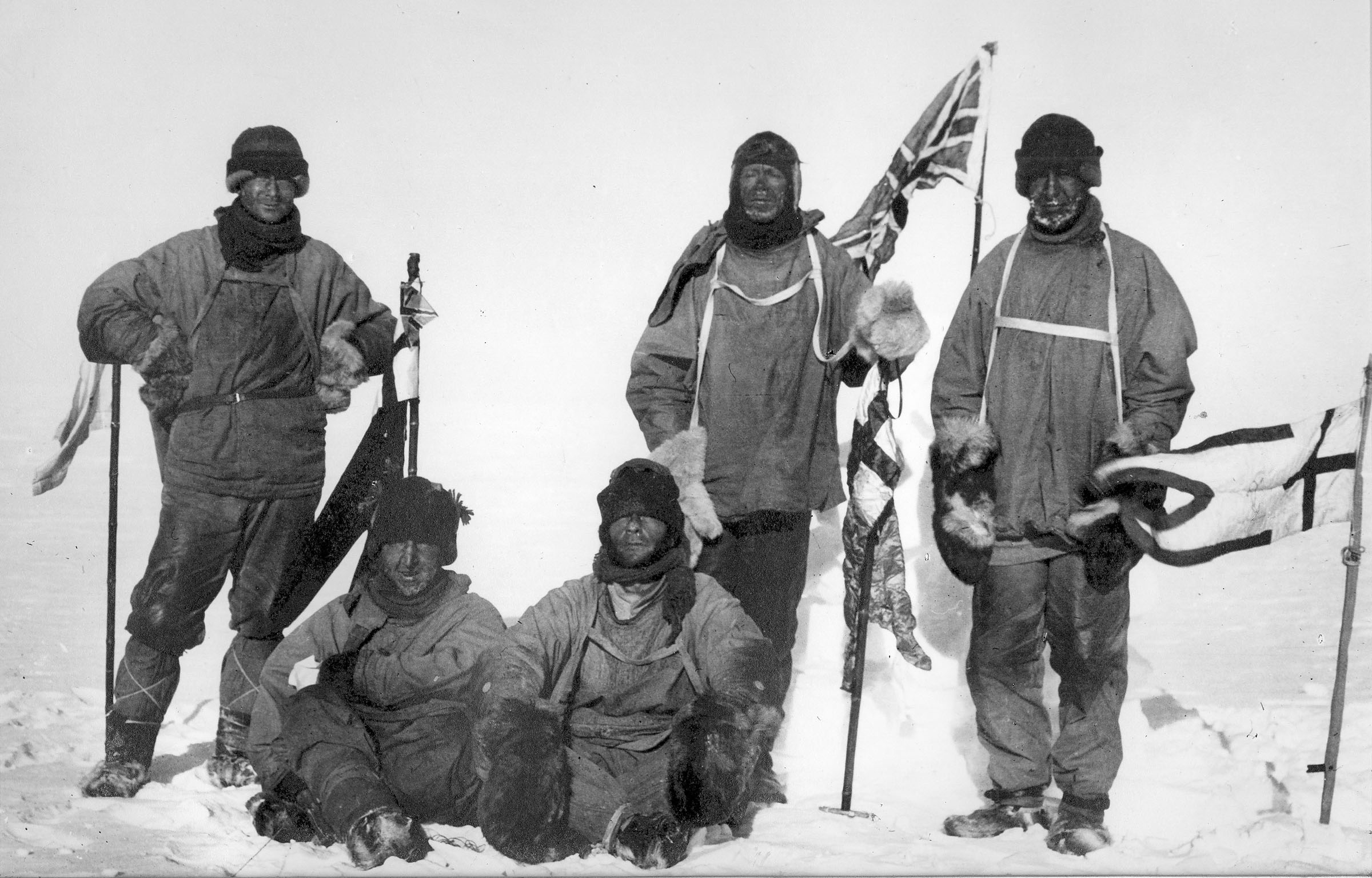
Grupo de Scott no Polo Sul (18 de Janeiro de 1912). Da esquerda para a direita: (de pé) Wilson, Scott, Oates; (sentados) Bowers, Edgar Evans

A Expedição Terra Nova (1910–1913), oficialmente Expedição Britânica—Antárctica de 1910, foi liderada por Robert Falcon Scott com o objectivo de ser o primeiro a atingir o Polo Sul. Scott, e quatro companheiros, chegaram ao Polo a 17 de Janeiro de 1912, e verificaram que um grupo norueguês, liderado por Roald Amundsen, já lá tinha estado, no dia 14 de Dezembro do ano anterior, tornando-se o primeiro a atingir o Polo Sul. Scott, e os outros quatro membros, acabariam por perder a vida na viagem de regresso do Polo. Alguns dos seus corpos, diários e fotografias foram descobertos por um grupo de salvamento oito meses depois.
Scott era um líder com grande experiência em exploração polar, tendo comandado, anos antes, a Expedição Discovery (1904-1904) à Antártica. A designação da expedição, "Terra Nova" foi retirada do seu navio de suprimentos, o Terra Nova. Embora fosse uma aventura privada, era apoiada por contribuições públicas e subsidiada pelo governo britânico, para além do apoio do Almirantado com a cedência de marinheiros experientes para a expedição e da Real Sociedade Geográfica. Para além do objectivo principal de atingir o Polo, a expedição tinha outros objectivos adicionais tais como um programa científico abrangente, e a exploração da  Terra de Vitória e dos Montes Transantárticos. Foi tentado um desembarque na Terra do Rei Eduardo VII mas sem sucesso. Uma viagem ao Cabo Crozier, em Junho e Julho de 1911, foi a primeira longa travessia a ser efectuada com trenós durante o Inverno antárctico.
Durante muitos anos após a sua morte, o estatuto de herói trágico atribuído a Scott permaneceu inalterável, e poucas foram as questões feitas sobre as causas que levaram ao final dramático do grupo polar. A partir da década de 1970, a expedição foi minuciosamente analisada, e foram feitas críticas à sua organização e gestão. O grau de culpabilidade pessoal de Scott continua a ser um assunto controverso.

Percursos efectuados ao Polo Sul por Scott (verde) e Amundsen (vermelho), 1911–1912

## Preparação

### Antecedentes

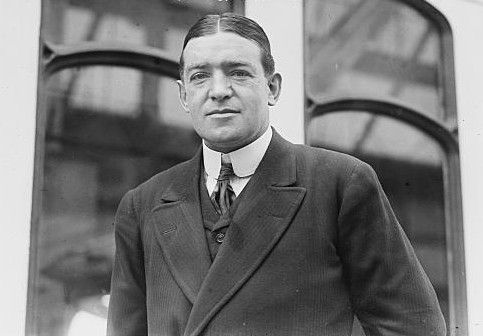
Ernest Shackleton

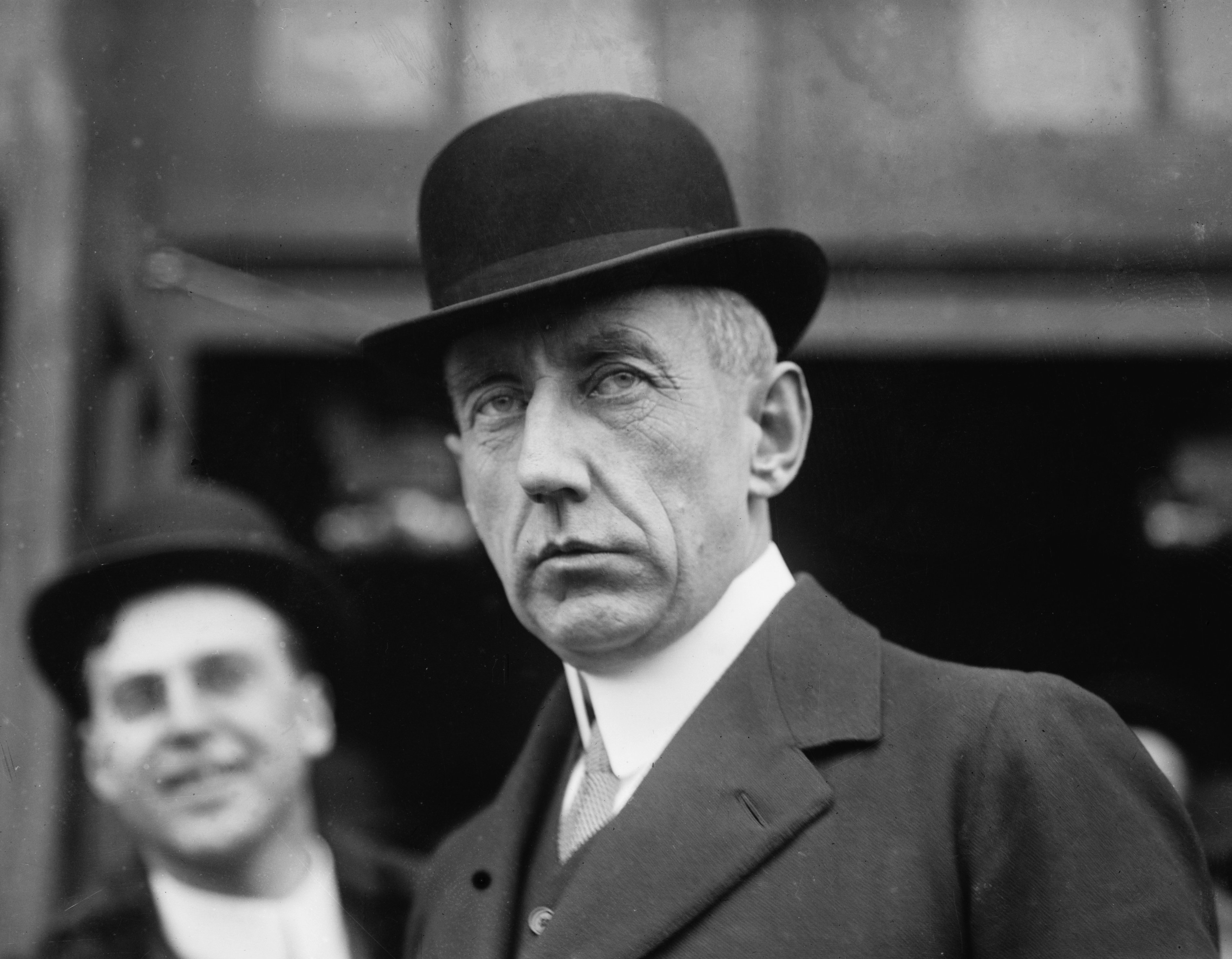
Roald Amundsen

Após o regresso do Discovery da Antártica em 1904, Scott ponderou terminar a sua carreira naval, pensando, no entanto, em voltar ao sul, tendo em mente a conquista do Polo. A Expedição Discovery contribuiu significativamente para o conhecimento científico e geográfico da Antártica, mas só alcançou a latitude 82° 17′ S e não atravessou a Grande Barreira de Gelo. Em 1909, Scott recebeu a notícia de que Ernest Shackleton, à frente da Expedição Nimrod por pouco não chegou ao Polo Sul. Partindo de uma base perto da de Scott no Estreito de McMurdo, aquando da Expedição Discovery, Shackleton atravessou a Grande Barreira de Gelo; descobriu a rota para o Planalto Antártico através do Glaciar Beardmore e rumou para o Polo. Foi forçado a regressar quando se encontrava na latitude 88° 23′ S, a menos de 180 km do seu objectivo. No entanto, Scott alegou direitos sobre a área do estreito de McMurdo, defendo que aquela era a sua “zona de trabalho”, e a utilização dela por Shackleton violava um compromisso prévio. Esta situação causou uma mal-estar entre os dois exploradores e aumentou, ainda mais, a vontade de Scott de superar os feitos de Shackleton.
Ao preparar-se para a nova expedição, Scott tomou conhecimento de que outras expedições estavam a ser planeadas. Uma expedição japonesa estava a ser ultimada; a Expedição da Australásia na Antártica, sob a liderança de Douglas Mawson, iria ter início em 1911, embora fosse explorar um sector diferente do continente. Entretanto, Roald Amundsen, um potencial rival, anunciou planos para uma viagem ao Árctico.

### Membros da expedição

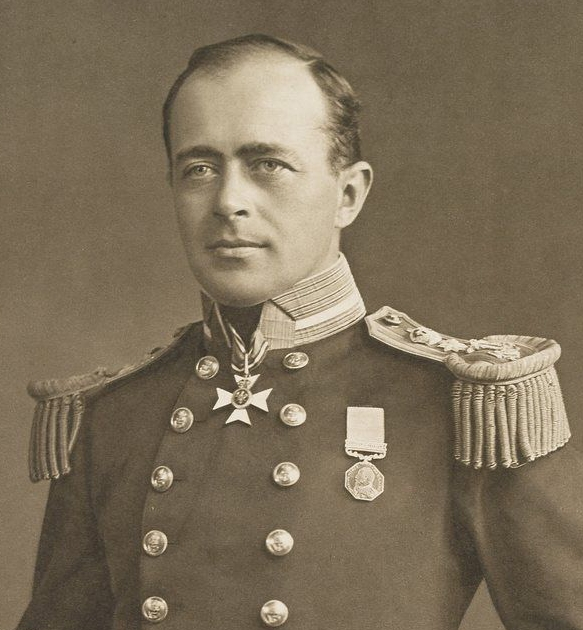
Capitão Scott, líder da expedição

65 homens (incluindo substitutos) formavam os grupos terrestres e a tripulação do navio da Expedição Terra Nova. Foram seleccionados de um total de 8 000 candidatos, e incluíam sete veteranos do Discovery e cinco que tinham feito parte do grupo de Shackleton na expedição de 1907–09. O Tenente Edward ("Teddy") Evans, que foi o oficial-navegador do Morning durante a operação de socorro ao Discovery em 1904, foi escolhido por Scott para seu imediato. Evans abandonou o plano de efectuar a sua própria expedição, e transferiu o seu apoio financeiro para Scott.
Entre a tripulação da Marinha Real Britânica (MRB) cedida pelo Almirantado Britânico, estavam o Tenente Harry Pennel, que tinha as funções de navegador e de comando do navio após o desembarque das equipas terrestres, e dois Tenentes-cirurgiões, George Murray Levick e Edward L. Atkinson. O ex-oficial da MRB,  Victor Campbell, conhecido como o ‘’Mau Amigo’’ (The Wicked Mate), era o único com conhecimentos de esqui e foi escolhido para comandar o grupo que iria explorar a Terra do Rei Eduardo VII. Dois oficiais, não pertencentes à marinha, foram escolhidos: Henry Robertson Bowers, conhecido como  "Birdie", que tinha sido Tenente na Marinha Real Indiana, e Lawrence Oates ("Titus"), um Capitão do exército do regimento de cavalaria 6th (Inniskilling) Dragoons. Oates, que tinha uma boa situação financeira, ofereceu os seus serviços à expedição e entregou 1 000 libras (cerca de 102 800,00 libras em 2020 ) ao fundo financeiro da expedição.
O Almirantado também disponibilizou um grande número de marinheiros, onde se incluíam veteranos da Antártica como o sub-oficial Edgar Evans, Tom Crean e William Lashly. Faziam também parte da tripulação Keohane e William Forde, Thomas Clissold (cozinheiro) e Frederick Hooper (mordomo); e dois russos: Dimitri Gerof (especialista em cães) e Anton Olmechenko.
Para coordenar o programa científico, Scott nomeou Edward Wilson. Wilson era o membro da expedição mais próximo de Scott; na Expedição Discovery, ele acompanhou Scott na viagem para atingir uma nova latitude mais a sul. Para além de ser um médico qualificado e um distinto investigador na área da zoologia, era, também, um talentoso ilustrador. A sua equipa científica - segundo o biografo de Scott, David Crane, "um dos grupos de cientistas mais impressionantes que alguma vez tinha estado numa expedição polar". — incluía alguns membros que, mais tarde, iriam ter carreiras distintas: George Simpson como meteorologista; Charles Seymour Wright, físico canadiano; e os geólogos Frank Debenham e Raymond Priestley. Thomas Griffith Taylor, o mais velho dos geólogos, o biólogo Edward William Nelson e o assistente de zoologia Apsley Cherry-Garrard, completavam a equipa. Cherry-Garrard não tinha conhecimentos científicos, mas era um protegido de Wilson. Tal como Oates, tinha contribuído com 1 000 libras para a expedição. Mesmo depois de ter sido recusado a fazer parte da equipa por Scott, ainda assim ele manteve a contribuição; esta atitude sensibilizou Scott a tal ponto que voltou atrás na sua decisão. David Crane descreve Cherry-Garrard como "o futuro intérprete, historiador e a consciência da expedição". Herbert Ponting era o fotógrafo da expedição, e as suas fotografias registariam, de forma impressionante, esta aventura. Aconselhado por Fridtjof Nansen, Scott recrutou um jovem norueguês especializado em esqui, Tryggve Gran.

### Transporte

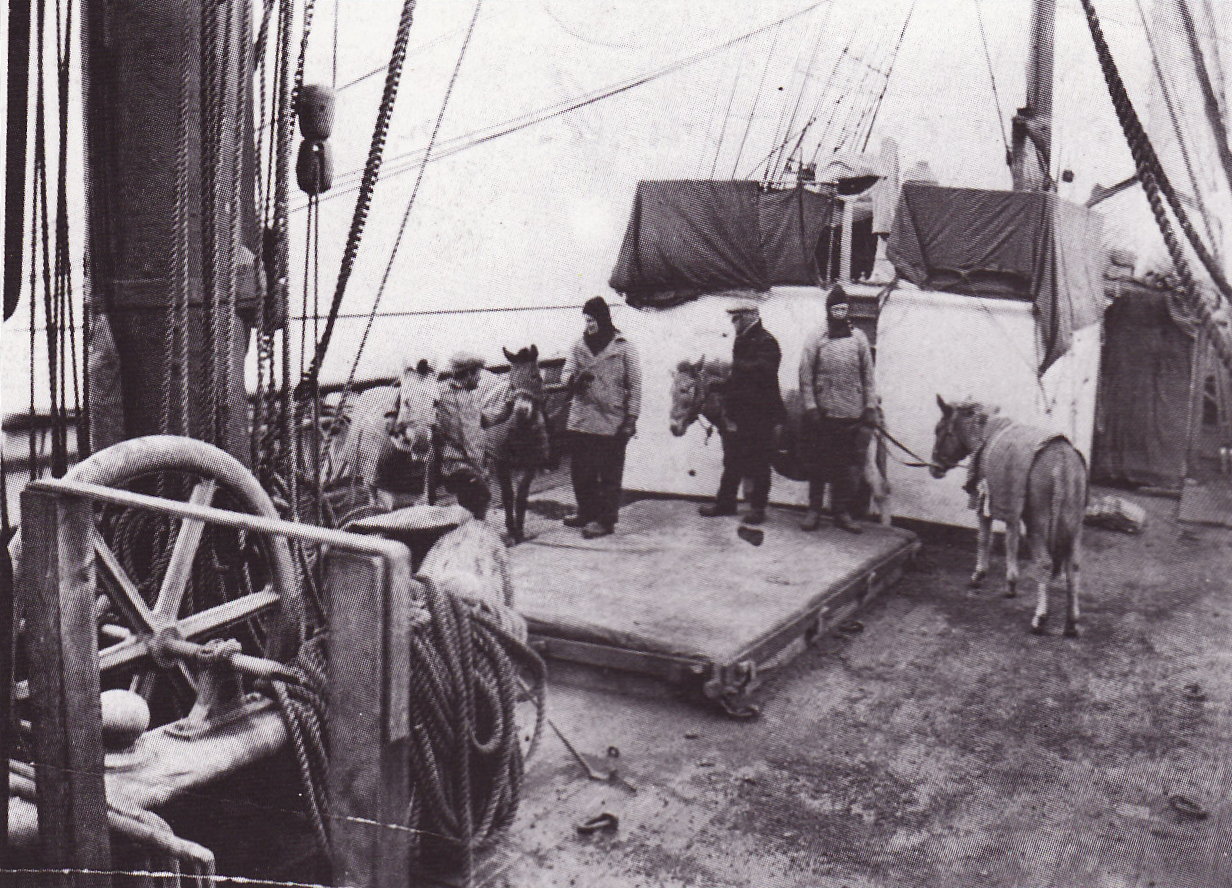
Póneis a bordo do Terra Nova.

Scott decidiu que a melhor estratégia seria uma utilização mista de meios de transporte: cães, trenós motorizados e póneis. Designou Cecil Meares para ser responsável pela equipa de cães, e recrutou o especialista em mecânica de Shackleton, Bernard Day, para operar os motores dos trenós. Oates ficaria responsável pelos póneis mas, como só se podia juntar à expedição em Maio de 1910, Scott deu instruções a Meares, que não entendia nada de cavalos, que os comprasse; os animais que foram adquiridos eram de fraca qualidade e desempenho.
A tracção motorizada, e o uso de póneis, foram utilizados pela primeira vez por Shackleton na Antártica, na sua expedição de 1907–1909. Scott acreditava que a utilização de póneis tinha-se revelado um bom meio de transporte na expedição de Shackleton, e tinha ficado bastante impressionado pelo potencial dos motores. No entanto, Scott pretendia utilizar somente a tracção humana na maior parte da sua viagem ao Polo; os outros métodos seriam utilizados para o transporte de carga ao longo da Barreira, permitindo que os membros da expedição reservassem as suas forças para as fases do Glaciar e Planalto. Na prática, os trenós motorizados foram utilizados por pouco tempo, e o desempenho dos póneis foi afectado pela sua idade e má condição física. Em relação aos cães, enquanto a experiência do seu uso na expedição Discovery fez Scott ficar na dúvida sobre a sua eficácia, os seus apontamentos mostram que ele reconhecia a sua mais-valia nas mãos certas. No decorrer da expedição, Scott foi ficando cada vez mais bem impressionado com as suas capacidades.

### Financiamento

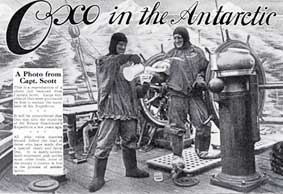
A empresa alimentar Oxo foi um dos muitos patrocinadores da expedição.

Ao contrário da expedição Discovery, cujo financiamento resultou de uma associação entre a Royal Society e a Real Sociedade Geográfica, esta expedição foi organizada como um empreendimento privado sem apoio institucional significativo. A estimativa para o custo total da expedição era, segundo Scott, 40 000 libras (cerca de 3 milhões de libras, em 2009), metade da qual seria subsidiada pelo governo britânico. O total dos fundos foi angariado junto do público e por empréstimos. A expedição recebeu outros apoios tais como fornecimento de provisões e equipamento, a custo zero, de empresas comerciais. A tarefa de angariação de fundos foi, na sua maioria, efectuada por Scott, tendo ocupado muito do seu tempo e esforço, continuando na África do Sul, Austrália e Nova Zelândia após o Terra Nova ter iniciado a sua viagem nas águas britânicas.
O elemento mais caro da expedição foi o Terra Nova, por 12 500 libras. O Terra Nova já tinha estado na Antártica, no segundo grupo de salvamento do Discovery. Scott queria que o navio navegasse com o estatuto de embarcação da marinha; para isso, conseguiu ser membro do Royal Yacht Squadron por 100 libras. Conseguiu, assim, impor disciplina naval à expedição, e ter um iate no Esquadrão, isentando-o dos regulamentos da Junta Comercial que, de outro modo, o proibiria de navegar.

### Objectivos
A 13 de Setembro de 1909, Scott definiu os objectivos da expedição na sua primeira declaração pública: "O principal objectivo desta expedição é chegar ao Polo Sul e garantir ao Império Britânico a honra deste feito". Havia outros objectivos, a nível científico e geográfico: para o cientista-chefe Wilson, o trabalho científico era o objectivo fulcral da expedição: "Ninguém poderá afirmar que apenas se tratou de uma corrida ao Polo... Queremos que o trabalho científico faça parte dos resultados". Wilson desejava continuar com as investigações, iniciadas na expedição Discovery, da colónia de pinguins no Cabo Crozier, e completar um programa de estudos geológicos, magnéticos e meteorológicos numa escala nunca antes tentada. Havia outros planos para explorar a Terra do Rei Eduardo VII, uma ideia descrita por Campbell, que seria o seu líder, como "o ponto central de toda a expedição", e a Terra de Vitória.

## Primeiro período, 1910–11

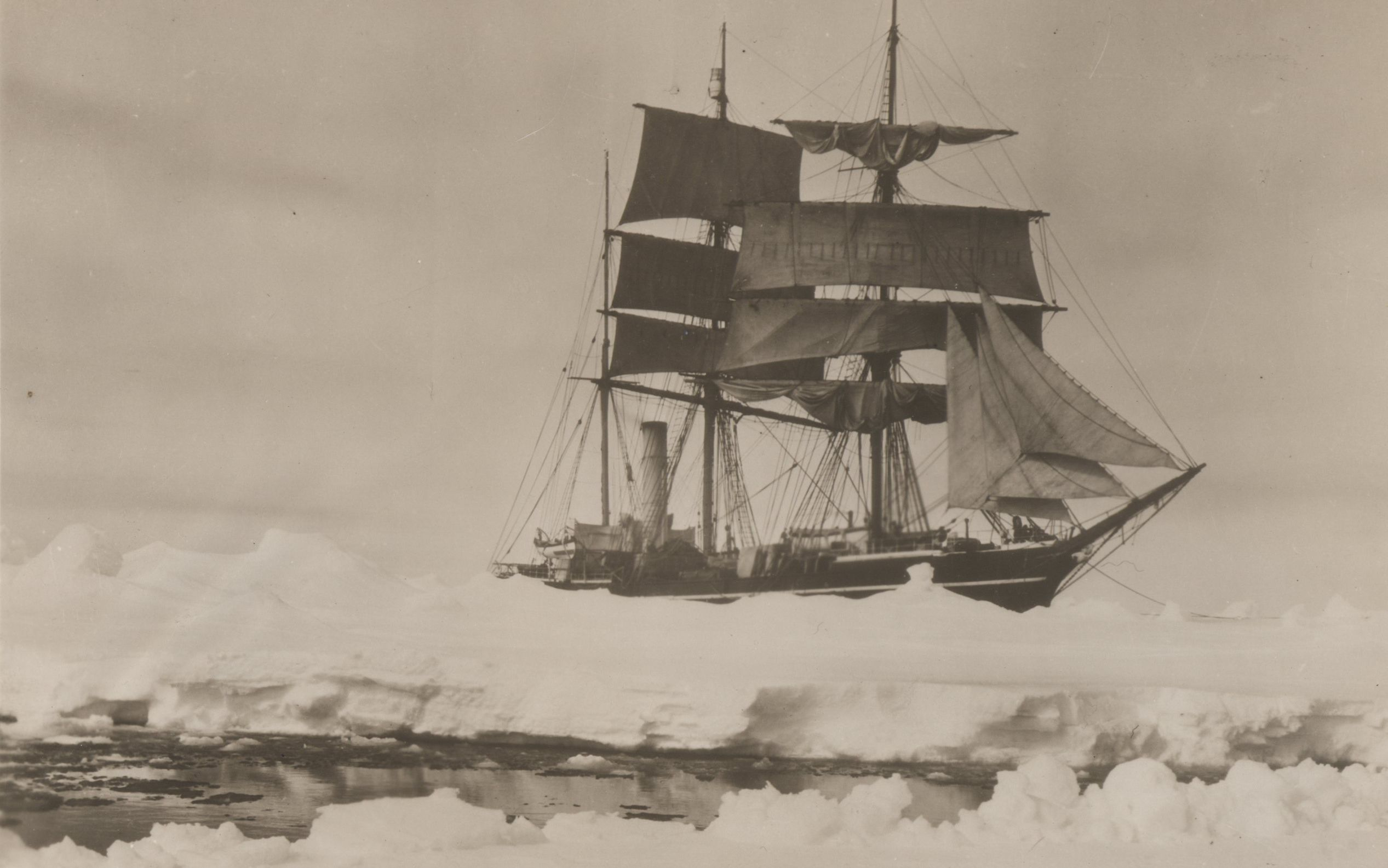
O Terra Nova, fotografado em Dezembro de 1910 por Herbert Ponting

### Início da viagem
O Terra Nova partiu de Cardiff, País de Gales, a 15 de Junho de 1910. Scott, devido a assuntos relacionados com a expedição, só partiu mais tarde, num navio de passageiros, encontrando-se com o seu navio na África do Sul. Em Melbourne, Austrália, desembarcou para continuar a sua angariação de fundos para a expedição, enquanto o Terra Nova seguia para a Nova Zelândia. Em Melbourne, Scott recebeu um telegrama de Amundsen, a informá-lo de que os Noruegueses "estavam a rumar para sul"; este telegrama era a primeira indicação de que Scott se encontrava numa corrida. Quando questionado pela imprensa para uma reacção, Scott respondeu que os seus planos não iriam ser alterados e que não ia sacrificar os objectivos científicos para ganhar uma corrida ao Polo. No seu diário escreveu que Amundsen tinha uma boa hipótese de sucesso, e talvez merecesse ter sorte se conseguisse lá chegar.
Scott reuniu-se com o seu navio na Nova Zelândia, onde este estava a ser abastecido com provisões adicionais, incluindo 34 cães, 19 póneis siberianos e três trenós com motor. O Terra Nova, bastante carregado, deixou finalmente Port Chalmers em 29 de Novembro de 1910. Durante os primeiros dias de Dezembro, o navio ficou preso por uma forte tempestade; a dada altura, com o navio a ser fustigado por fortes ondas e com as bombas de tirar água avariadas, a tripulação teve que utilizar baldes para retirar a água que se acumulava no interior do navio. Como resultado da forte tempestade, perderam-se dois póneis, um cão, 10 200 kg de carvão e 300 l de combustível. A 10 de Dezembro, o Terra Nova chegou a um bloco de gelo onde ficou encalhado, e aí permaneceu durante 20 dias, até se libertar e seguir viagem para sul. O atraso, para o qual Scott atribuiu "a má sorte", consumiu 61 toneladas de carvão.

### Base do Cabo Evans

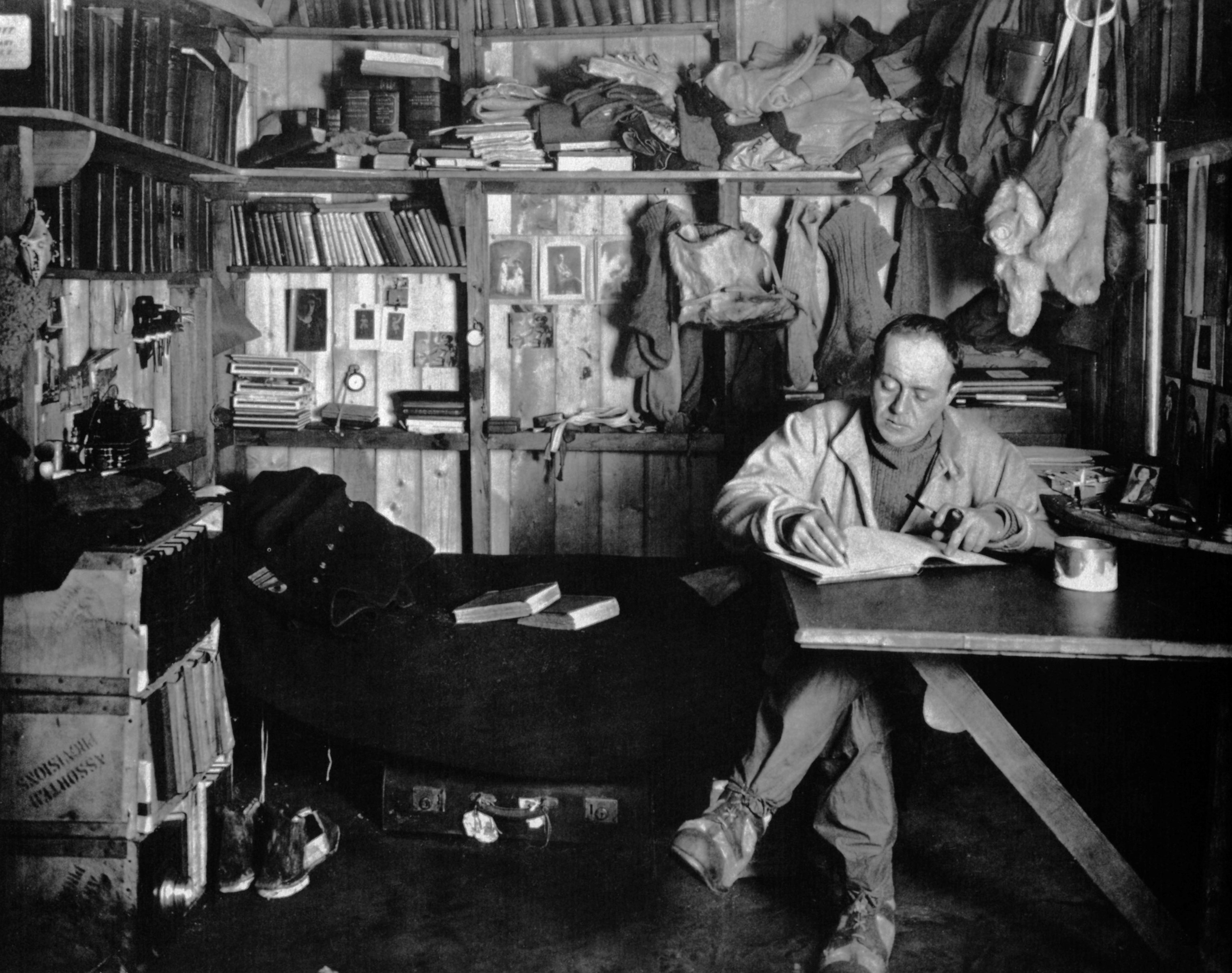
Scott na base do Cabo Evans

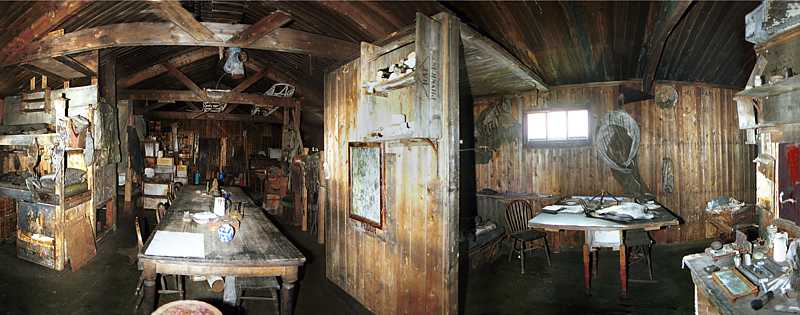
Dentro da cabana de Scott em Cabo Evans (fotografia moderna)

A 4 de Janeiro de 1911, o Terra Nova chegou ao largo da Ilha de Ross e procurou pelo melhor local para desembarque perto do Cabo Crozier no ponto mais a este da ilha, antes de continuar para o Estreito de McMurdo, onde o Discovery e o Nimrod já haviam desembarcado. Após analisar vários locais para passar o Inverno, Scott decidiu escolher um cabo designado na anterior expedição por Skuary, a cerca de 24 km a norte da base de Scott de 1902, na Península Hut Point. Scott esperava que este local, que ele passou a chamar de Cabo Evans, nome do seu imediato, não tivesse gelo durante o curto Verão antárctico, permitindo que o navio pudesse navegar sem problemas. Assim que os mares do sul começassem a gelar, a expedição teria acesso terrestre até a Hut Point e à Barreira. Em Cabo Evans, as equipas terrestres desembarcaram com os póneis, os cães, os três trenós motorizados (um dos quais se perdeu no desembarque), e a restante carga da expedição. Scott ficou "pasmado com a força dos póneis" quando estes transferiam a carga do navio para terra. Deram, então, início à construção de uma cabana pré-fabricada, de 15 m por 7,7 m, que ficou pronta a 18 de Janeiro.

### O acampamento de Amundsen
O programa de Scott incluía um plano para explorar e realizar trabalhos científicos na Terra do Rei Eduardo VII, a este da Barreira. Um grupo liderado por Campbell estava organizado para este fim, e tinha, também, como opção, a exploração da Terra de Vitória a noroeste, se a Terra do Rei Eduardo VII fosse uma zona inacessível. A 26 de Janeiro de 1911, Campbell e o seu grupo, partiram no navio e rumaram para este. Após várias tentativas falhadas para desembarcar o seu grupo na zona costeira da Terra do Rei Eduardo VII, Campbell decidiu navegar para a Terra de Vitória. No seu regresso pelo oeste, ao longo da Barreira, o Terra Nova cruzou-se com a expedição de Amundsen ao Polo Sul acampada na Baía das Baleias, uma entrada na Barreira.
Amundsen foi hospitaleiro e cortês, desejando que Campbell acampasse por perto e oferecendo-lhe ajuda com os seus cães. Campbell, educadamente, recusou a ajuda, e regressou com a sua equipa ao Cabo Evans para relatar este episódio. Scott recebeu as notícias a 22 de Fevereiro, durante a instalação da primeira base da expedição. De acordo com Cherry-Garrard, a primeira reacção de Scott, e do seu grupo, foi de preocupação e de acelerar a expedição para se dirigirem para a Baía das Baleias e se encontrarem com Amundsen. No entanto, Scott registou este acontecimento de forma tranquila no seu diário: "Tenho apenas uma ideia fixa na minha cabeça. A melhor coisa a fazer, tal como a mais apropriada, é continuarmos como se isto não tivesse acontecido. Seguir em frente e fazer o nosso melhor pela honra do nosso país sem medo ou pânico. "

### Instalação da base e dos depósitos, 1911
O objectivo da instalação da primeira base era estabelecer uma série de depósitos na Barreira, desde a sua beira (Campo de Segurança) até à latitude 80° S, para utilização na viagem polar que teria início na Primavera seguinte. O último depósito seria o maior, e seria conhecido como One Ton Depot ("Depósito Uma Tonelada"). Seriam utilizados 12 homens, 8 póneis e dois cães neste trabalho; devido ao gelo, os trenós motorizados não puderam ser utilizados. 

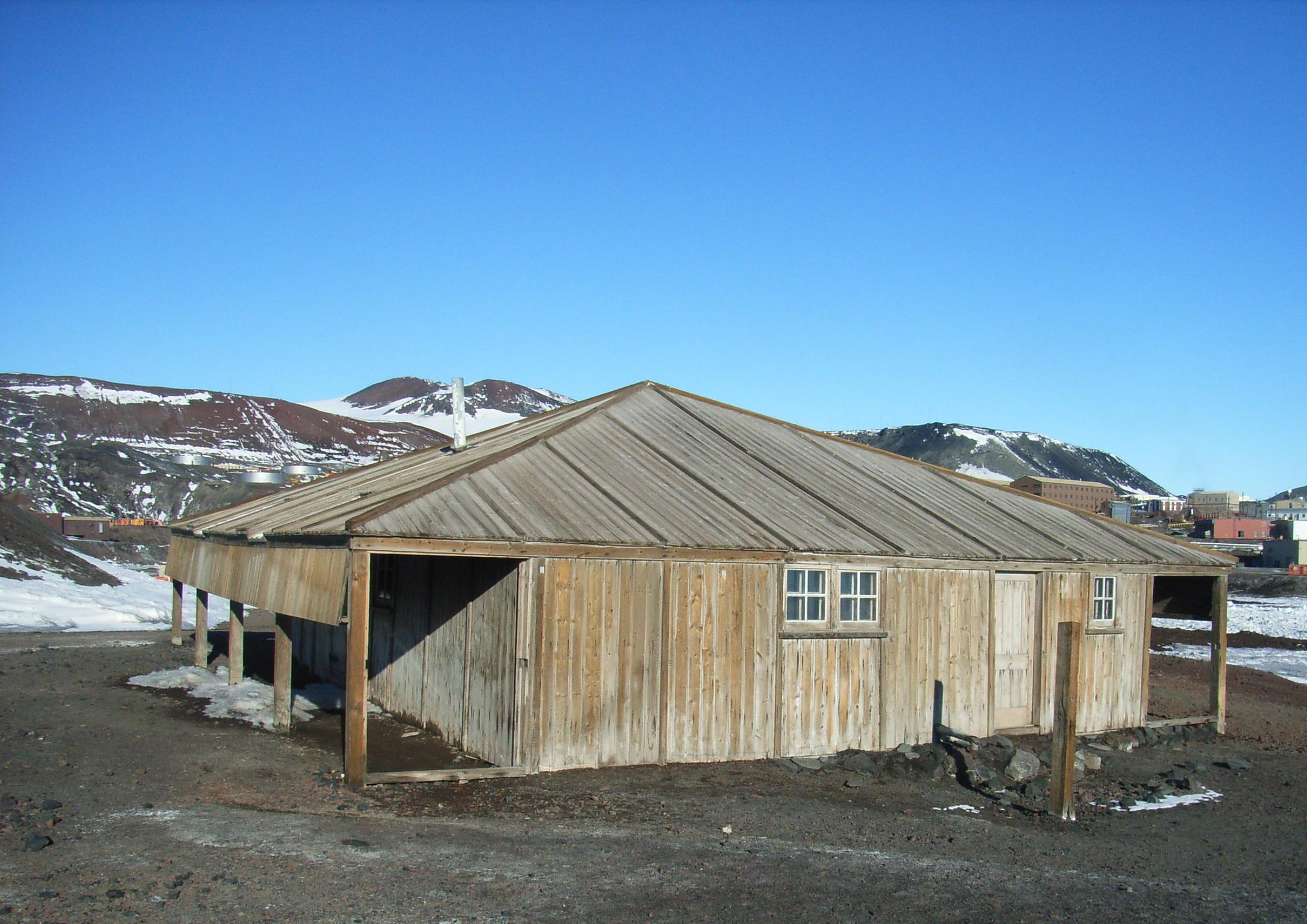
A cabana de Scott em Hut Point, utilizada como abrigo e armazém durante a expedição Terra Nova

A viagem começou em 27 de Janeiro, "num estado situado entre a pressa e o pânico", de acordo com Cherry-Garrard. O progresso era mais lento que o esperado, e o desempenho dos póneis era afectado negativamente pela falta dos sapatos noruegueses para a neve que eles necessitavam, e que tinham ficado em Cabo Evans. A 4 de Fevereiro, o grupo instalou o Campo Corner a 64 km do Hut Point, quando uma tempestade de neve os deteve durante três dias.  Poucos dias depois, após o retomar da viagem, Scott mandou regressar os três póneis mais fracos (dois deles morreram no percurso). Conforme o grupo, que ia instalando os depósitos, se aproximava dos 80° S, Scott ia ficando preocupado com a situação dos póneis e que estes não conseguiriam regressar à base a não ser que o grupo rumasse para norte de imediato. Contra o conselho de Oates - que queria seguir em frente e achava que se devia abater os póneis mais fracos, transformando-os em comida - Scott decidiu instalar o depósito One Ton a 79° 29′ S, a mais de 48 km a norte do local inicialmente pensado.
Scott regressou ao Campo de Segurança com os cães, após pôr em risco a sua própria vida para resgatar uma equipa de cães que tinha caído numa fenda. Quando a equipa mais lenta chegou, um dos póneis estava em mau estado e morreu pouco depois. Mais tarde, enquanto os póneis sobreviventes atravessavam o gelo perto de Hut Point, aquele partiu-se. Embora se tentasse salvar os animais, morreriam mais três. Dos oito póneis que iniciaram a fase de instalação dos depósitos, apenas dois regressaram. 

### Alojamentos de Inverno, 1911
No dia 23 de Abril de 1911, o sol pôs-se, iniciando-se o Inverno antárctico. O grupo instalou-se na cabana do Cabo Evans e, seguindo a sua disciplina naval, Scott dividiu as instalações com uma parede feita de caixotes, para que os oficiais ficassem separados dos outros homens; os cientistas foram considerados "oficiais". Todos foram mantidos ocupados; o trabalho científico continuou; realizaram-se medições e observações; o equipamento passou por uma revisão e foi adaptado às viagens seguintes. Os póneis sobreviventes necessitavam de exercício diário, e os cães de atenção regular. Scott passou muito do seu tempo a calcular o número de rações necessários, e o seu peso, para as jornadas polares seguintes. A rotina incluía palestras sobre vários assuntos: Ponting sobre o Japão; Wilson sobre desenho; manuseamento de cavalos, por Oates; e vulcões, pelo geólogo Frank Debenham. Para assegurar que a forma física era mantida em bom estado, jogavam futebol, frequentemente, fora da cabana; Scott registou que "Atkinson é, de longe, o melhor jogador, mas Hooper, P.O. Evans e Crean também são bons". A revista South Polar Times, que tinha sido criada por Shackleton durante a expedição Discovery, foi retomada por Cherry-Garrard. A 6 de Junho foi organizada uma festa para comemorar os 43 anos de Scott; a 21 de Junho comemoraram o dia que assinala o meio da longa noite polar.

## Viagens da expedição principal, 1911–12

### Grupo Norte
Depois da notícia de que Amundsen tinha chegado ao Cabo Evans, o grupo ocidental de Campbell mudou de designação para “Grupo Norte”. A 9 de Fevereiro de 1911,  navegaram para norte, chegando à Baía Robertson, perto de Cabo Adare, a 17 de Fevereiro, onde construíram uma cabana perto do antigo abrigo do explorador norueguês Carsten Borchgrevink.

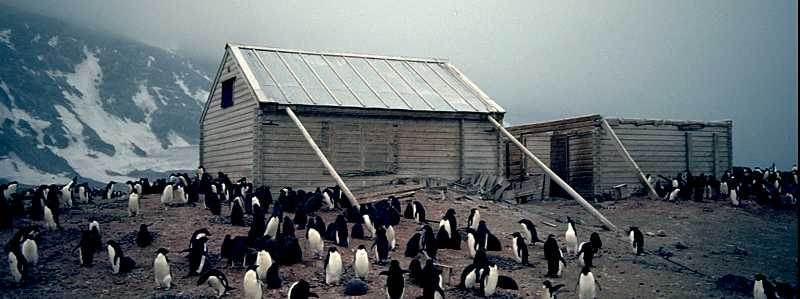
Cabana de Carsten Borchgrevink em 1899, no Cabo Adare (fotografia moderna). O Grupo Norte de Campbell instalou-se por perto em 1911–12.

O Grupo Norte passou o Inverno de 1911 na sua cabana. Os seus planos de exploração para o Verão de 1911–12 não puderam ser totalmente seguidos, em parte devido às condições do gelo do mar, e também pela sua incapacidade de encontrar uma rota para o interior. O Terra Nova regressou da Nova Zelândia em 4 de Janeiro de 1912, e transferiu o grupo para um local vizinho de Evans Coves, 400 km a sul de Cabo Adare e a 320 km a noroeste de Cabo Evans. Supostamente, deveriam ter sido apanhados a 18 de Fevereiro depois da realização de trabalhos geológicos, mas devido ao espesso banco de gelo, o navio não conseguiu alcançá-los. O grupo, com poucas rações, que tinham que complementar com peixe e carne de foca, foi forçado a passar os meses de Inverno de 1912, num buraco de neve que eles próprios construíram na Ilha Inexpressível. Aqui, passaram por grandes privações – queimaduras provocadas pelo frio, fome, e disenteria, agravadas por ventos extremamente fortes e baixas temperaturas, e pela utilização de um fogão de gordura num espaço reduzido.
A 17 de Abril de 1912, um grupo chefiado por Edward Atkinson, no comando em Cabo Evans durante a ausência do grupo polar, partiu em socorro do grupo de Campbell, mas tiveram que regressar devido ao mau tempo. O Grupo Norte conseguiu sobreviver ao Inverno no seu abrigo gelado, e partiu para o campo base em 30 de Setembro de 1912. Apesar da sua fragilidade física, todo o grupo conseguiu chegar a Cabo Evans a 7 de Novembro, depois de uma viagem arriscada que incluiu atravessar o perigoso Glaciar Drygalski. Os objectos geológicos e de outras naturezas recolhidos pelo Grupo Norte foram recuperados do Cabo Adare e de Evans Coves, pelo Terra Nova, em Janeiro de  1913.

### Grupos geológicos ocidentais

#### Primeira expedição geológica, Janeiro–Março 1911
O objectivo desta primeira expedição era a exploração geológica da zona costeira a oeste do Estreito de McMurdo, numa região entre os Vales secos de McMurdo e o Glaciar Koettlitz. Este trabalho foi realizado por um grupo formado por Griffith Taylor, Debenham, Wright e Edgar Evans. Desembarcaram do Terra Nova, em 26 de Janeiro, em Butter Point, do lado oposto do Cabo Evans, na costa Terra de Vitória. A 30 de Janeiro, o grupo instalou o seu depósito principal na zona do Glaciar Ferrar, efectuando explorações e trabalhos de investigação no Vale Seco e na área do Glaciar Taylor, antes de se dirigirem para sul, para o Glaciar Koettlitz. Após mais alguns trabalhos, deram início à viagem de regresso a 2 de Março, por uma rota a sul para Hut Point, onde chegaram a 14 de Março.

#### Segunda expedição geológica, Novembro de 1911 – Fevereiro de 1912
Os trabalhos realizados na segunda expedição foram uma continuação dos da primeira, desta vez na região da Baía Granite, a 80 km a norte de Butter Point. Os acompanhantes de Taylor eram Debenham, Gran e Forde. A viagem principal começou a 16 de Novembro, por um difícil percurso sobre gelo do mar até à Baía Granite, onde chegaram a 26 de Novembro. Instalaram a base foi num local baptizado de Geology Point, e construíram um abrigo em pedra. Durante as semanas seguintes, efectuaram mais explorações e levantamentos no Glaciar Mackay, identificando e registando mais pontos geográficos a norte do glaciar. O Terra Nova devia ir buscá-los no dia 15 de Janeiro de 1912, mas o navio não conseguiu chegar até eles. O grupo esperou até 5 de Fevereiro antes de partirem para sul, sendo resgatados do gelo, quando foram, finalmente, avistados pelo navio, a 18 de Fevereiro. Os objectos geológicos de ambas as Montanhas Ocidentais foram recolhidos pelo Terra Nova em Janeiro de 1913.

### Viagem ao Cabo Crozier no Inverno
Esta expedição partiu de uma ideia de Edward Adrian Wilson. Wilson sugeriu este destino para cumprir o previsto na secção de zoologia dos Relatórios Científicos da Expedição Discovery, e estava ansioso por seguir esta pesquisa anterior. O objectivo científico desta jornada era recolher ovos de pinguim-imperador, de uns rochedos perto do Cabo Crozier, ainda em fase de embrião, de maneira a que se pudesse estudar alguns "pontos em particular no desenvolvimento da ave".  Um segundo objectivo era testar as rações e equipamentos antes da viagem polar, no verão seguinte. Scott aprovou esta expedição, e um grupo constituído por Wilson, Bowers e Cherry-Garrard partiu em 27 de Junho de 1911.

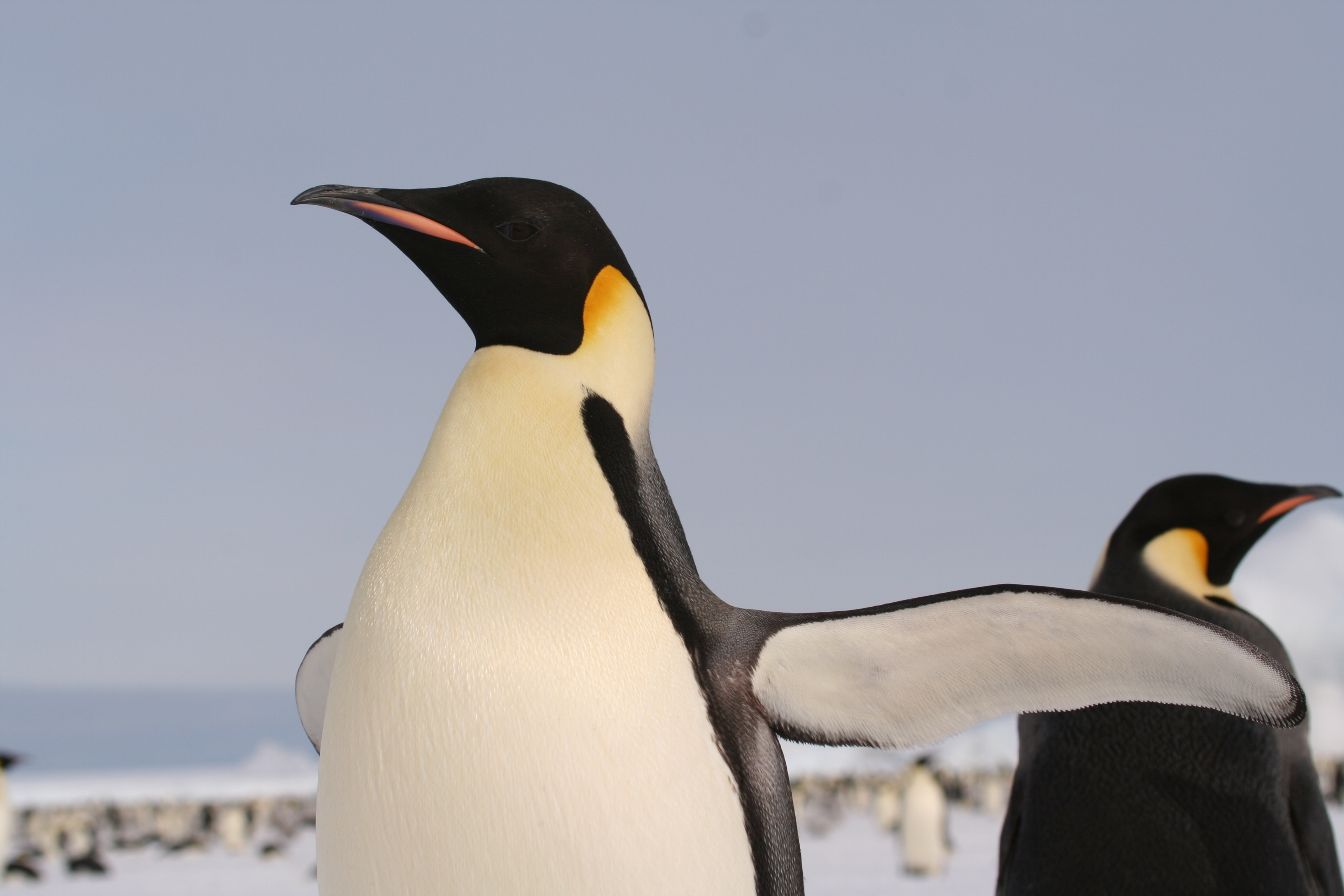
Dois pinguins-imperador

Viajar durante o Inverno antárctico era algo nunca feito antes. Scott registou que era "uma aventura audaciosa, mas os homens certos foram tentar efectuá-la". Mais tarde, Cherry-Garrard descreveria os horrorosos 19 dias que demoraram a percorrer 97 km até ao Cabo Crozier. O equipamento, as roupas e os sacos de dormir ficavam, constantemente, cobertos de gelo; a 5 de Julho, a temperatura desceu a -60º C. Por vezes, o espaço percorrido diariamente era menos de 2 km.
No Cabo Crozier, o grupo, a muito custo, construiu um igloo com blocos de neve, pedras e uma tábua de madeira que tinha trazido para o tecto. Só então conseguiram visitar a colónia de pinguins e recolher os ovos dos pinguins-imperador. Após uma forte tempestade de neve, com ventos de força 11 na escala de Beaufort, o igloo sofreu sérios danos tendo sido quase destruído. A tempestade também lhes arrancou a tenda, que seria o seu meio de sobrevivência na viagem de regresso, mas que acabou por ser encontrada a menos de 1 km de distância. O grupo partiu para o Cabo Evans, onde chegou a 1 de Agosto.
Mais tarde, Cherry-Garrard descreveu esta expedição como "a pior viagem do mundo", utilizando esta descrição para título do livro que escreveu em 1922 (The Worst Journey in the World), como registo de toda a Expedição Terra Nova. Scott caracterizou a "Jornada de Inverno" como "um excelente desempenho", e ficou extremamente satisfeito com os testes feitos às rações e ao equipamento: "Estamos tão perto da perfeição como a experiência nos pode orientar".

### Viagem ao Polo Sul

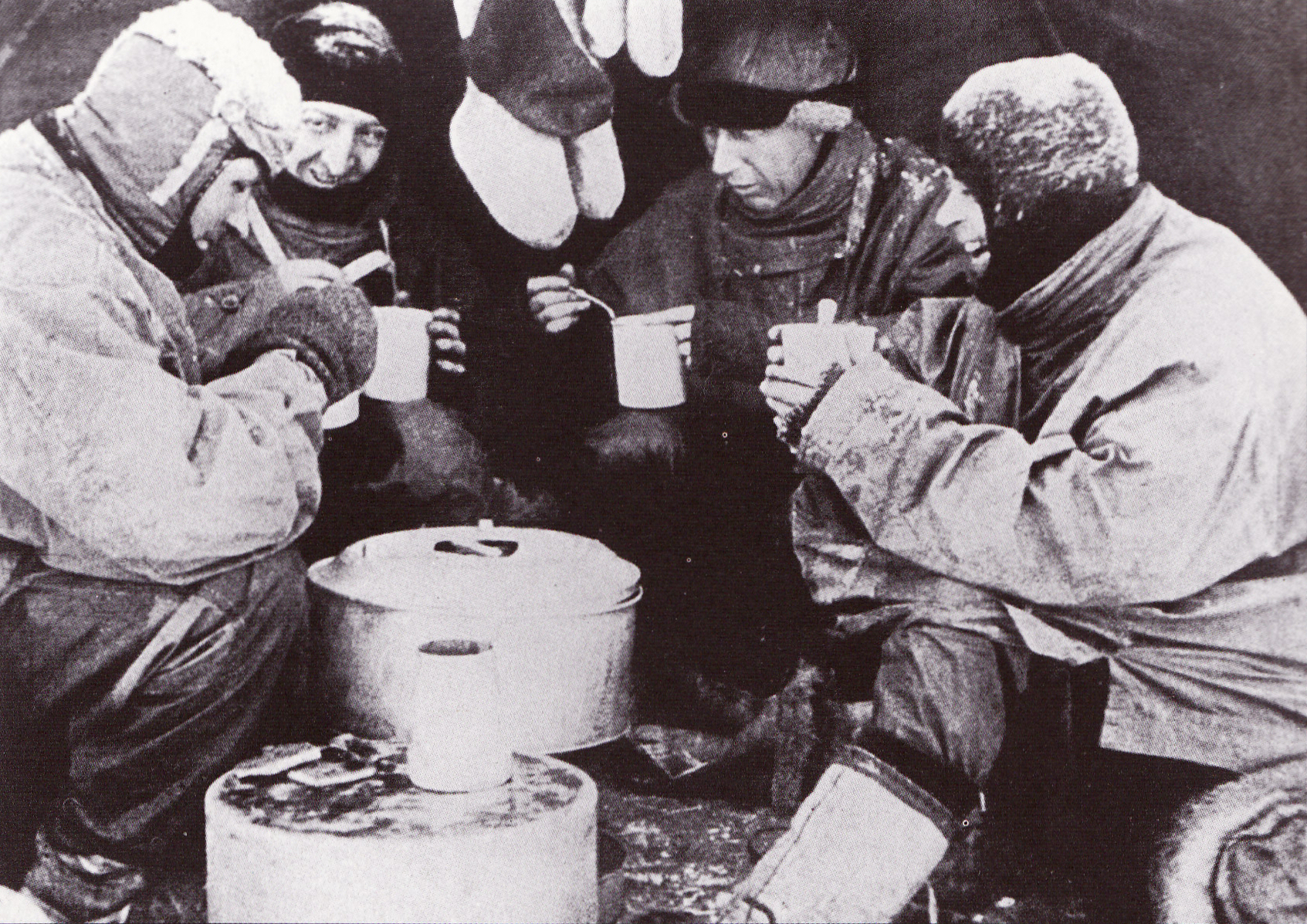
Da esquerda para a direita: Evans, Bowers, Wilson e Scott à hora do almoço.

No dia 13 de Setembro de 1911, Scott revelou os seus planos para a viagem ao Polo Sul. Seriam escolhidos 16 homens, três trenós motorizados, póneis e cães para a fase da Barreira, que os levaria ao Glaciar Beardmore. Aqui, os cães regressariam à base e os póneis abatidos e utilizados como alimento. A partir daí, 12 homens, divididos por três grupos, subiriam ao glaciar para atravessar o planalto polar, utilizando tracção humana. Apenas um destes grupos continuaria para o Polo; os grupos de apoio voltariam para trás para determinadas latitudes. A composição do grupo final seria decidido por Scott durante o percurso.
O Grupo dos Motores - tenente Evans, Day, Lashly e Hooper - partiu do Cabo Evans a 24 de Outubro com dois trenós motorizados, com o objectivo de levar carga e equipamento para a latitude 80° 30′ S e aguardar aí pelos outros. A 1 de Novembro, os trenós avariaram após pouco mais de 80 km de viagem, levando a que o grupo não motorizado tivesse que carregar 336 kg de provisões para os restantes 241 km, atingindo a latitude programada duas semanas depois. Os outros grupos que deixaram Cabo Evans a 1 de Novembro com os cães e os póneis, reuniram-se com eles em 21 de Novembro.
O plano inicial de Scott era que os cães regressassem à base nesta fase e mantidos lá para uma provável utilização durante a estação seguinte. No entanto, devido ao lento progresso, mais do que o esperado, Scott decidiu manter os cães por mais algum tempo. Day e Hooper foram enviados para Cabo Evans com uma mensagem a este respeito, para Simpson, que ali tinha ficado. A 4 de Dezembro, a expedição já tinha chegado a Gateway, nome dado por Shackleton à rota desde a Barreira até ao Glaciar Beardmore. Entretanto, o grupo foi apanhado por uma tempestade, forçando-os a acampar até 9 de Dezembro, e a utilizar as rações que tinham para a fase seguinte, a viagem pelo Glaciar. Quando a tempestade passou, os restantes póneis, que se encontravam exaustos, não podendo andar mais, foram abatidos. A 11 de Dezembro, Meares e Dimitri conseguiram, finalmente, regressar com os cães, com a mensagem de que "a situação não estava tão bem como deveria, mas a nossa moral continua positiva e esperamos que a sorte mude".
O grupo iniciou a subida do Beardmore e, a 20 de Dezembro, chegaram ao planalto polar onde instalaram o depósito Upper Glacier. Por esta altura, Scott ainda não tinha decidido quem iria no grupo final para o Polo. Em 22 de Dezembro, na latitude 85° 20′ S, Scott mandou regressar Atkinson, Cherry-Garrard, Wright e Keohane. Scott deu ordens a Atkinson sobre os cães; ao contrário das instruções anteriores de Scott, os cães iam continuar para dar apoio ao grupo final na viagem de regresso, em Março seguinte.
Os restantes oito homens continuaram para sul, em melhores condições, o que lhes permitiu ganhar algum tempo perdido na Barreira. A 30 de Dezembro, estavam a cumprir o mesmo calendário que Shackleton em 1908–09. A 3 de Janeiro de 1912, a uma latitude de 87° 32′ S, Scott tomou a primeira decisão sobre o grupo que iria ao Polo: cinco homens - Scott, Wilson, Oates, Bowers e Edgar Evans – seguiriam em frente, enquanto o tenente Evans, Lashly e Crean voltavam para trás. Esta decisão implicou um novo cálculo das rações e dos pesos, pois o plano inicial era de quatro homens.

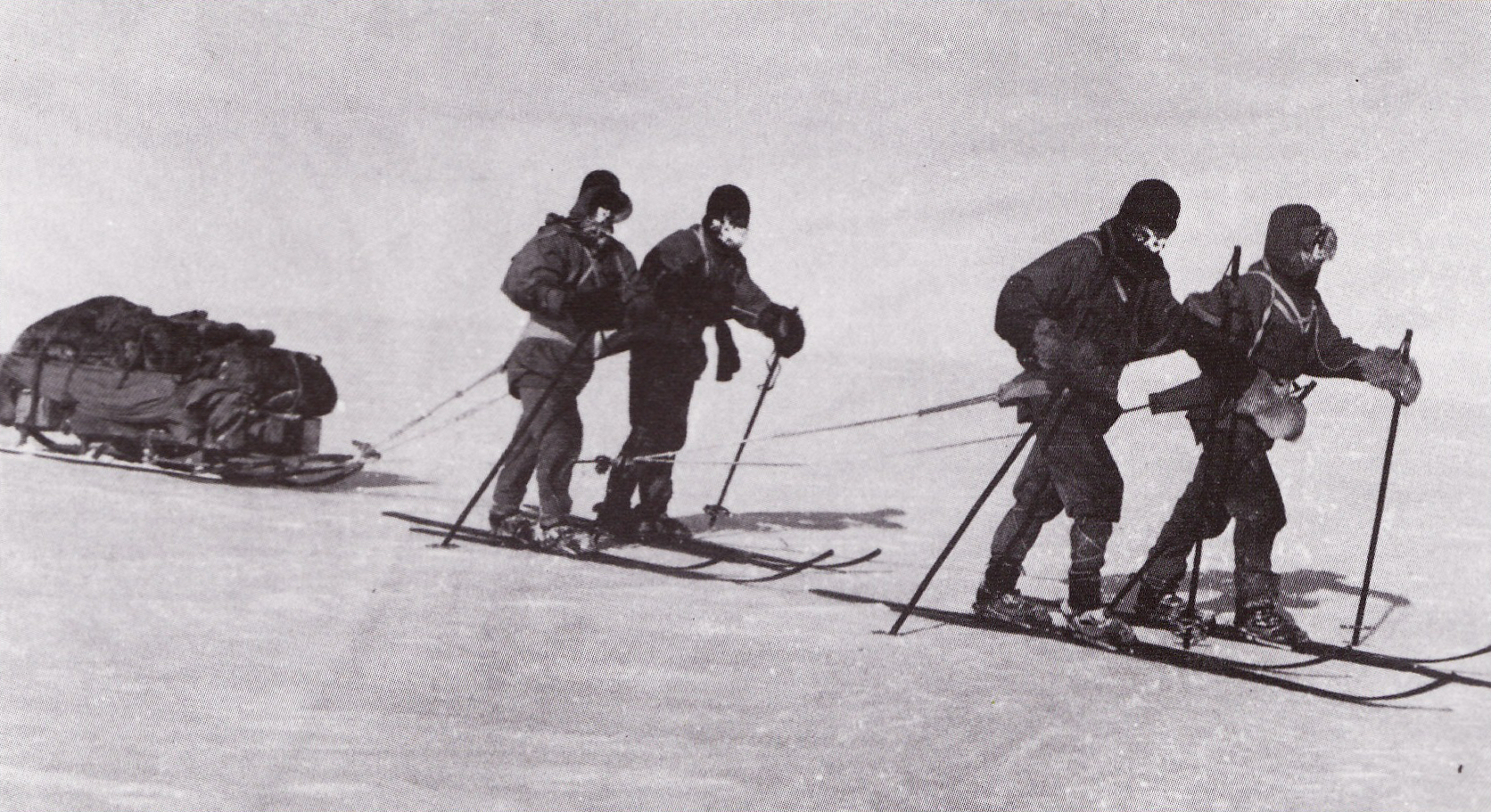
Regresso do Polo

Evans recebeu novas ordens específicas sobre os cães, salientando-se a necessidade de eles serem levados para sul para se encontrarem com o grupo polar.  Durante o regresso do seu grupo, o tenente Evans adoeceu com gravidade com escorbuto. A partir do depósito One Ton, deixou de conseguir andar e teve que ser levado de trenó pelos seus companheiros até cerca de 5 km a sul de Hut Point. Em 18 de Fevereiro, Crean foi sozinho até Hut Point e, por acaso, encontrou Atkinson e Dimitri lá com os cães, a prepararem-se para partir para reabastecer o depósito One Ton. Foi formada uma equipa de salvamento, e Evans foi levado para Hut Point, em risco de vida, em 22 de Fevereiro. Na confusão, as últimas ordens de Scott sobre os cães foi negligenciada. Lashly e Crean foram mais tarde condecorados com a Medalha de Alberto pelos seus esforços de salvamento. 
Entretanto, o grupo polar continuou em direcção ao Polo, passando pela latitude mais a sul que Shackleton tinha atingido (88° 23′ S) a 9 de Janeiro. Sete dias mais tarde, a cerca de 24 km do seu objectivo, avistaram a bandeira negra de Amundsen, e tomaram consciência de que este os tinha ultrapassado. Chegaram ao Polo no dia seguinte, a 17 de Janeiro de 1912, e descobriram que Amundsen lá tinha chegado a 14 de Dezembro de 1911. Tinha deixado uma tenda, alguns abastecimentos e uma carta ao Rei Haakon VII da Noruega que, educadamente, solicitava a Scott que a entregasse.

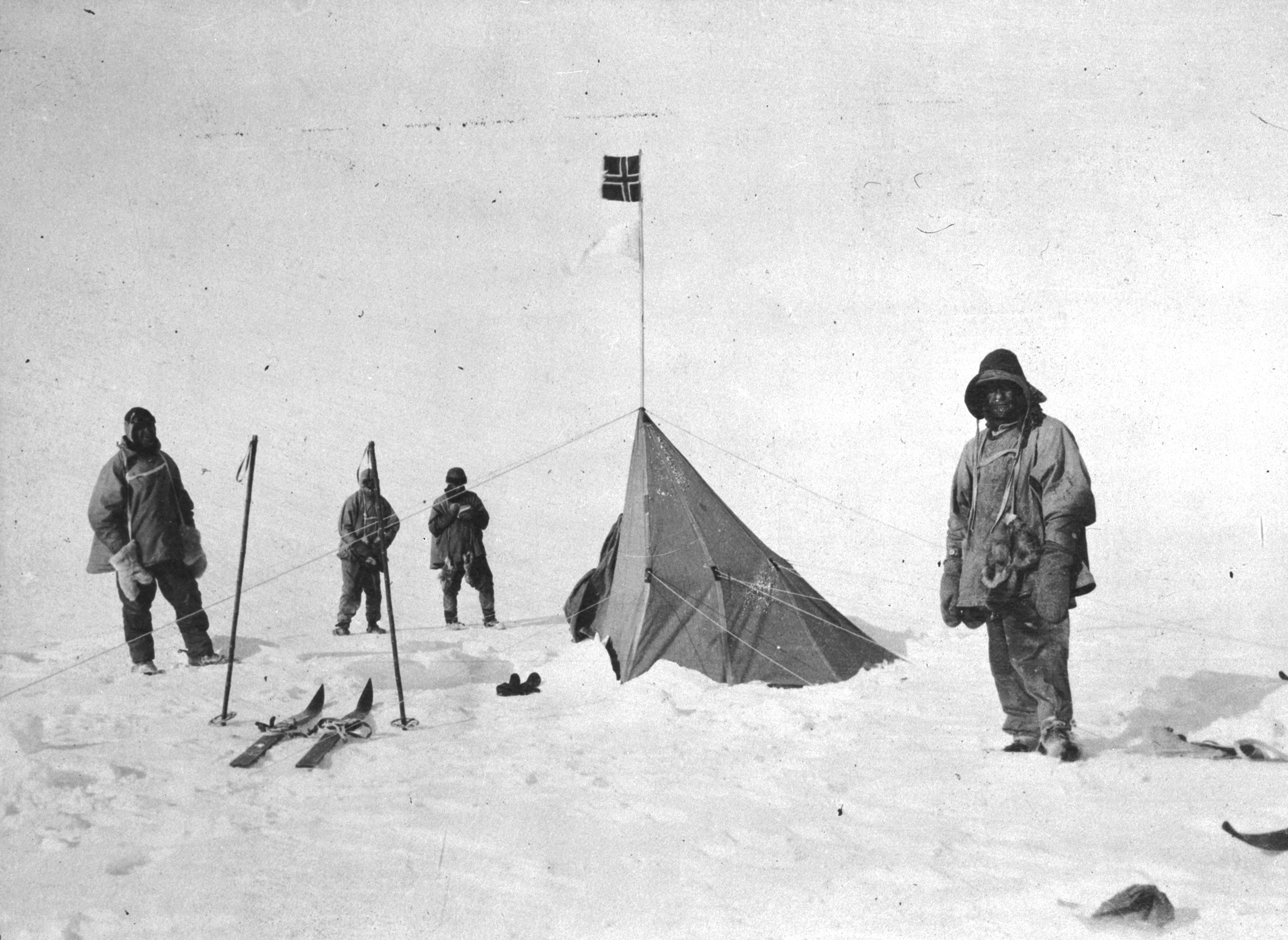
Scott e os seus homens na base de Amundsen, Polheim, no Polo Sul. Da esquerda para a direita: Scott, Bowers, Wilson, e o suboficial Evans. Fotografia tirada por Lawrence Oates.

Scott escreveu no seu diário: "O Polo. Sim, mas sob circunstâncias bem diferentes das esperadas;... Ó Deus! Este é um lugar horrível e suficientemente terrível para nós, que lutámos tanto por ele sem sermos premiados. " Scott conclui o seu pensamento: "Agora, uma luta desesperada [para passar as informações primeiro]. Será que o conseguimos fazer".
Após ter confirmado a sua posição e colocado a sua bandeira, o grupo de Scott iniciou o regresso no dia seguinte. Durante as três semanas seguintes, conseguiram percorrer uma boa distância. No entanto, Scott começou a ficar preocupado com o estado físico do grupo, em particular de Edgar Evans que tinha sérias queimaduras provocadas pelo frio e estava bastante debilitado. O estado dos pés de Oates provocava uma crescente ansiedade conforme o grupo se ia aproximando do topo do Glaciar Beardmore, e preparava a descida para a Barreira. A 7 de Fevereiro, iniciaram a descida, mas começaram a sentir cada vez mais dificuldades no percurso e a encontrar os depósitos. Ainda assim, Scott ordenou que se efectuassem pesquisas geológicas das quais foram recolhidas 14 kg de amostras, que foram colocadas nos trenós. A saúde de Edgar Evans deteriorava-se rapidamente; uma ferida na mão não sarava, estava bastante queimado pelo frio e pensa-se que terá ferido a cabeça após várias quedas no gelo. Scott escreveu: "Ele está bastante diferente da pessoa confiante que era". Todos os membros do grupo sofriam de má-nutrição mas, sendo o maior e o mais pesado do grupo, Evans era o que mais sofria. Junto da base do glaciar,  Evans entrou em coma acabando por falecer a 17 de Fevereiro. 

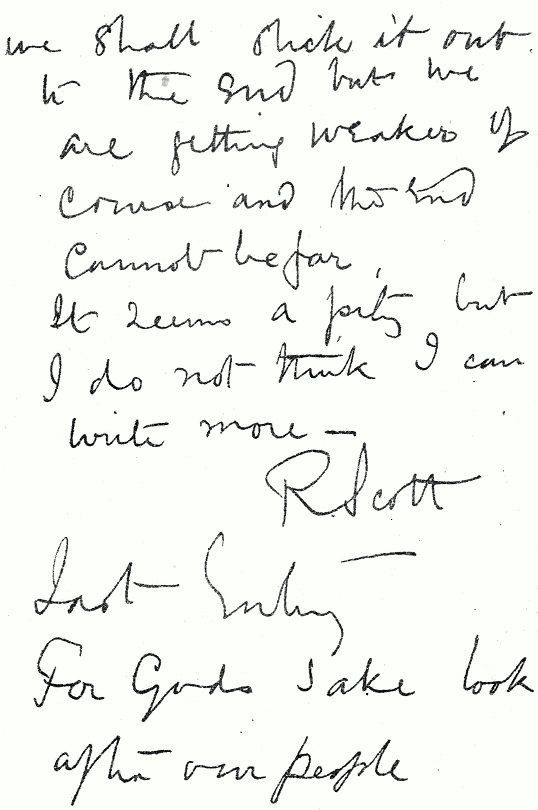
Última página do diário de Scott.

Na fase de regresso da Barreira, os quatro sobreviventes passaram por algumas das condições atmosféricas mais extremas alguma vez registadas na região. O tempo, e as condições do terreno e da neve ("como andar na areia do deserto " – Scott, 19 de Fevereiro) atrasou-os, tal como o mau estado do pé de Oates. Scott esperou que o tempo mudasse mas, com o final de Fevereiro, a temperatura desceu ainda mais. A 2 de Março, no depósito Middle Barrier, Scott descobriu que havia pouco combustível, aparentemente por causa da evaporação; a próxima base ficava a 114 km. O grupo encontrou a mesma situação no depósito seguinte, no dia 9 de Março, e não havia sinal "dos cães que poderiam ter sido a nossa salvação". As marchas diárias tinham-se reduzido para 8 km, e o grupo estava a ficar praticamente sem comida e combustível. Oates, o mais fraco do grupo, era apoiado por Wilson que tinha, assim, um esforço adicional. A 11 de Março, Scott regista que só tem alimentos para mais uma semana, e ainda tinham que caminhar mais 88 km para o depósito. Por volta do dia 17 de Março, Oates, embora aparentemente lúcido, saiu da tenda dizendo, segundo Scott, "Vou só lá fora, mas posso demorar algum tempo". Oates nunca mais voltou. Este sacrifício não foi suficiente para salvar os outros. Scott, Wilson e Bowers dirigiram-se, a esforço, para um local a 18 km a sul da base One Ton, mas foram travados, definitivamente, a 20 de Março, por uma forte tempestade de neve. Embora tentassem, todos os dias, avançar, não o conseguiam, e as suas provisões chegaram ao fim. A última entrada no diário de Scott, datada de 29 de Março de 1912, a data presumível das suas mortes, termina com estas palavras:
| “ | Todos os dias estivemos preparados para ir para o depósito 18 km dali, mas fora da tenda continua um cenário de tempestade. Penso que já não podemos esperar por algo melhor. Vamos ficar até ao fim, mas estamos cada vez mais fracos, claro, e o fim deve estar próximo. É pena, mas acho que não consigo escrever mais. R. Scott. Pelo amor de Deus, olhem pelos nossos. | ” |

## Tentativas de salvamento do grupo polar, 1912

### Reabastecimento do DepósitoOne Ton

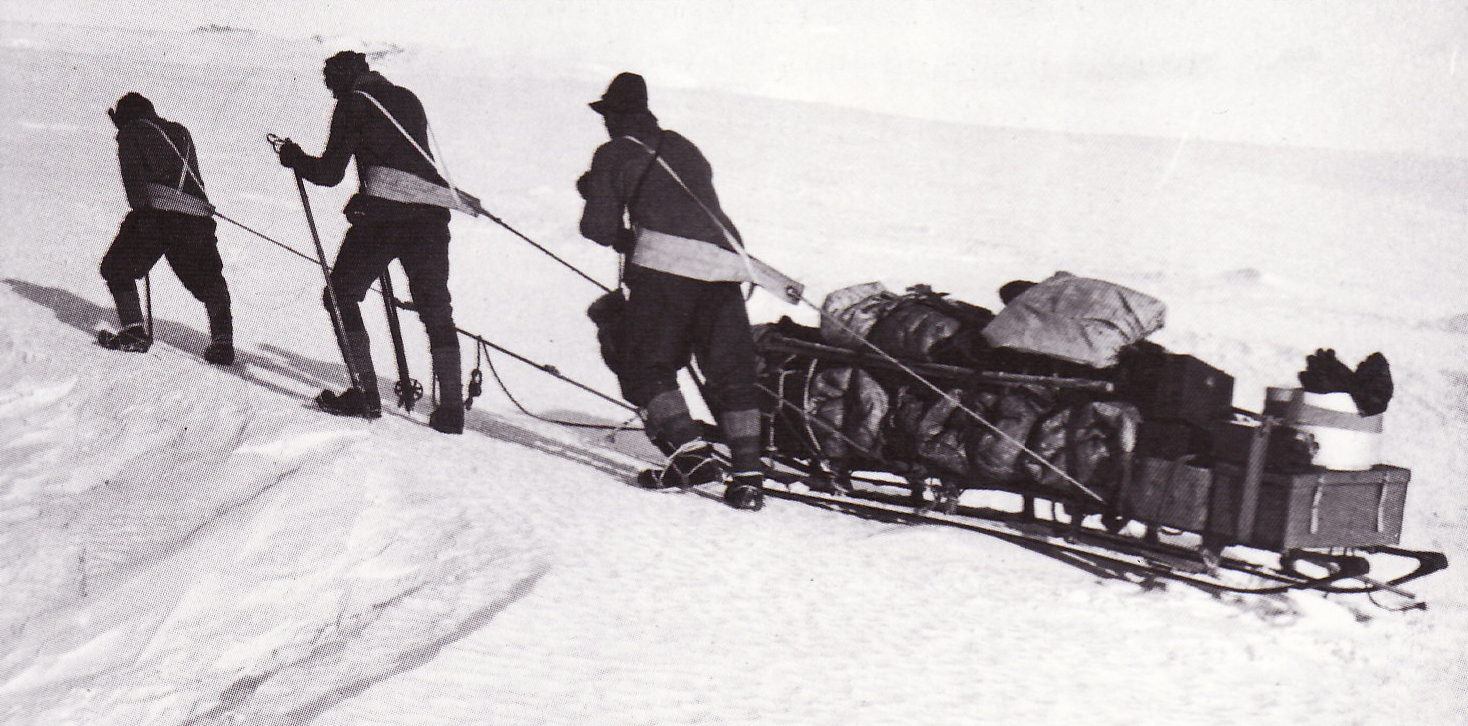
Membros da expedição a puxar um trenó.

Scott tinha dado ordens para reabastecer o depósito One Ton nas instruções a Simpson imediatamente antes de partir para a viagem ao Polo. Estas ordens implicavam o transporte para o depósito de "cinco rações XS [uma ração Extra Summit equivalia a alimentos para quatro homens para uma semana], ou, em condições adversas três... e tanta comida para os cães quanto aquela que pudesse ser transportada, o depósito devia ser abastecido a 10 de Janeiro de 1912". Quando Atkinson voltou a Cabo Evans, em 28 de Janeiro, tomou conhecimento de que tinha sido depositado o mínimo de três rações e que a comida para os cães não tinha sido carregada. Decidiu, então, levar as duas rações em falta para o One Ton, mas, aparentemente, não levou a comida para os cães. Atkinson poderá ter-se esquecido, ou não entendido, as instruções de Scott sobre levar os cães para sul para apoiar o regresso do grupo polar, pois sem comida para os cães no One Ton, estas ordens não poderiam ser cumpridas.
A situação de emergência levantada pelo socorro ao tenente Evans na Barreira, alterou os planos de Atkinson, e a missão de reabastecer o depósito One Ton passou para Cherry-Garrard, um dos dois "oficiais" disponíveis (o outro era Wright). Ele seria acompanhado pelo especialista em cães, Dimitri Gerov. Atkinson ainda não estava preocupado com a segurança do grupo polar, pois Scott ainda não estava atrasado e, quando foi visto pela última vez no Planalto Polar por Evans, estava em boas condições e na altura correcta. As ordens verbais de Atkinson a Cherry-Garrard, lembradas e registadas mais tarde, eram "para ir para o Depósito One Ton o mais depressa possível e deixar a comida lá. Se Scott não tivesse chegado antes de mim, seria eu a decidir o que fazer", e para "lembrar que Scott não dependia dos cães para o seu regresso, e que os cães não eram para ser colocados em risco".

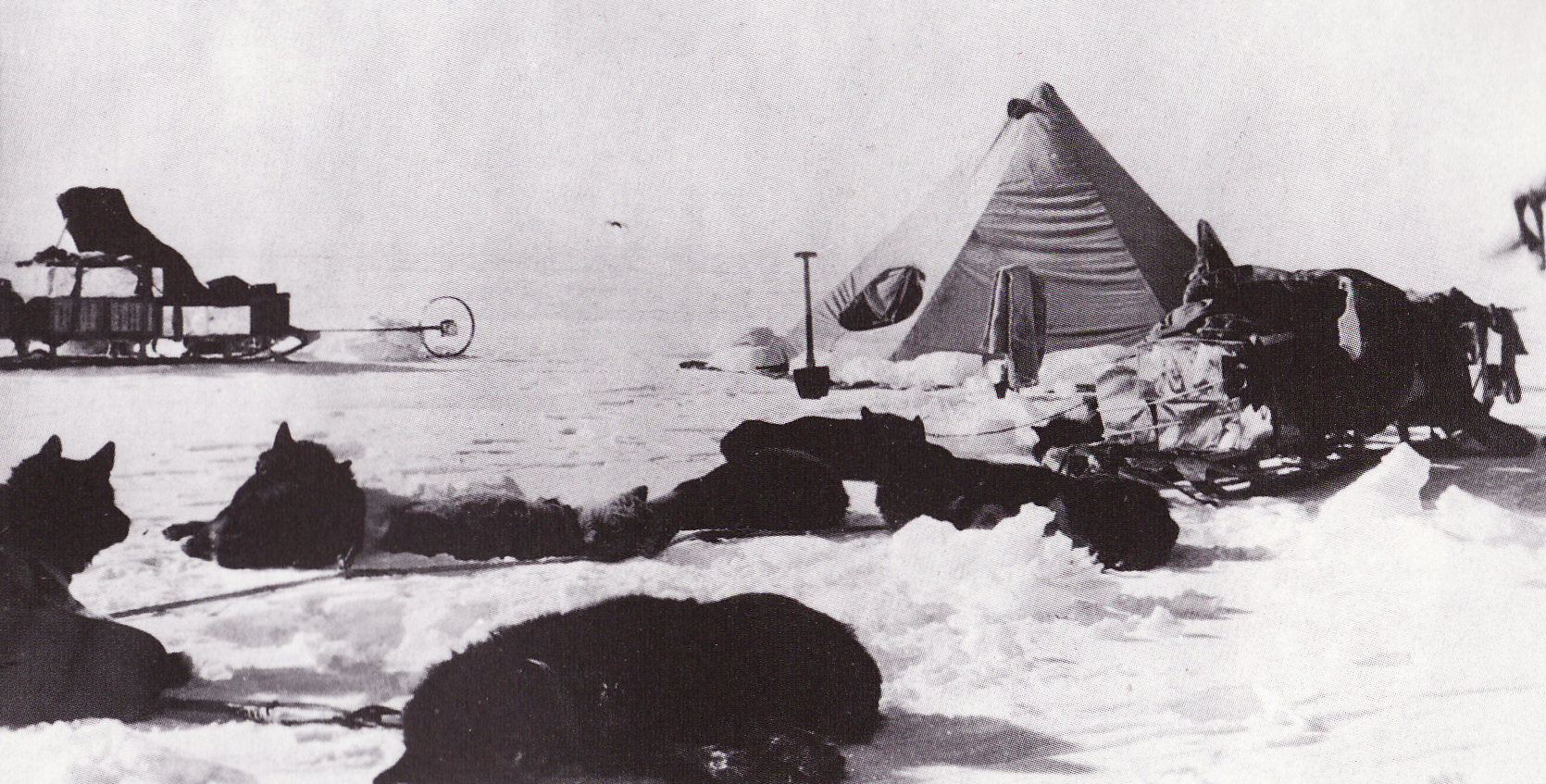
Campo temporário da expedição.

Cherry-Garrard deixou Hut Point com Dimitri, e duas equipas de cães, a 26 de Fevereiro. Chegaram a One Ton a 4 de Março onde depositaram as rações extra. Scott não estava lá. Com provisões para eles, e para os cães, para 24 dias, tinham que aguardar cerca de oito antes de regressar a Hut Point. A alternativa a esperar era ir para sul e, na ausência de depósitos com comida para os cães, isto significava ter que matar alguns deles para os alimentar, violando, assim, as ordens de Scott para não colocar os cães em risco; por outro lado, as instruções de Atkinson a Cherry-Garrard eram para ele "decidir o que fazer ". No entanto, Cherry-Garrard decidiu esperar por Scott. A 10 de Março, com o tempo a piorar e com a suas próprias provisões diminuindo, não sabendo que o grupo de Scott estava a lutar pela sua vida a 110 km dali, Cherry-Garrard regressou à base. Mais tarde, Atkinson registaria, "Estou satisfeito que nenhum outro oficial da expedição pudesse ter feito melhor", mas Cherry-Garrard ficaria para sempre com o dilema de que poderia ter tomado outra decisão que talvez pudesse ter salvo o grupo polar.

### Última tentativa de socorro

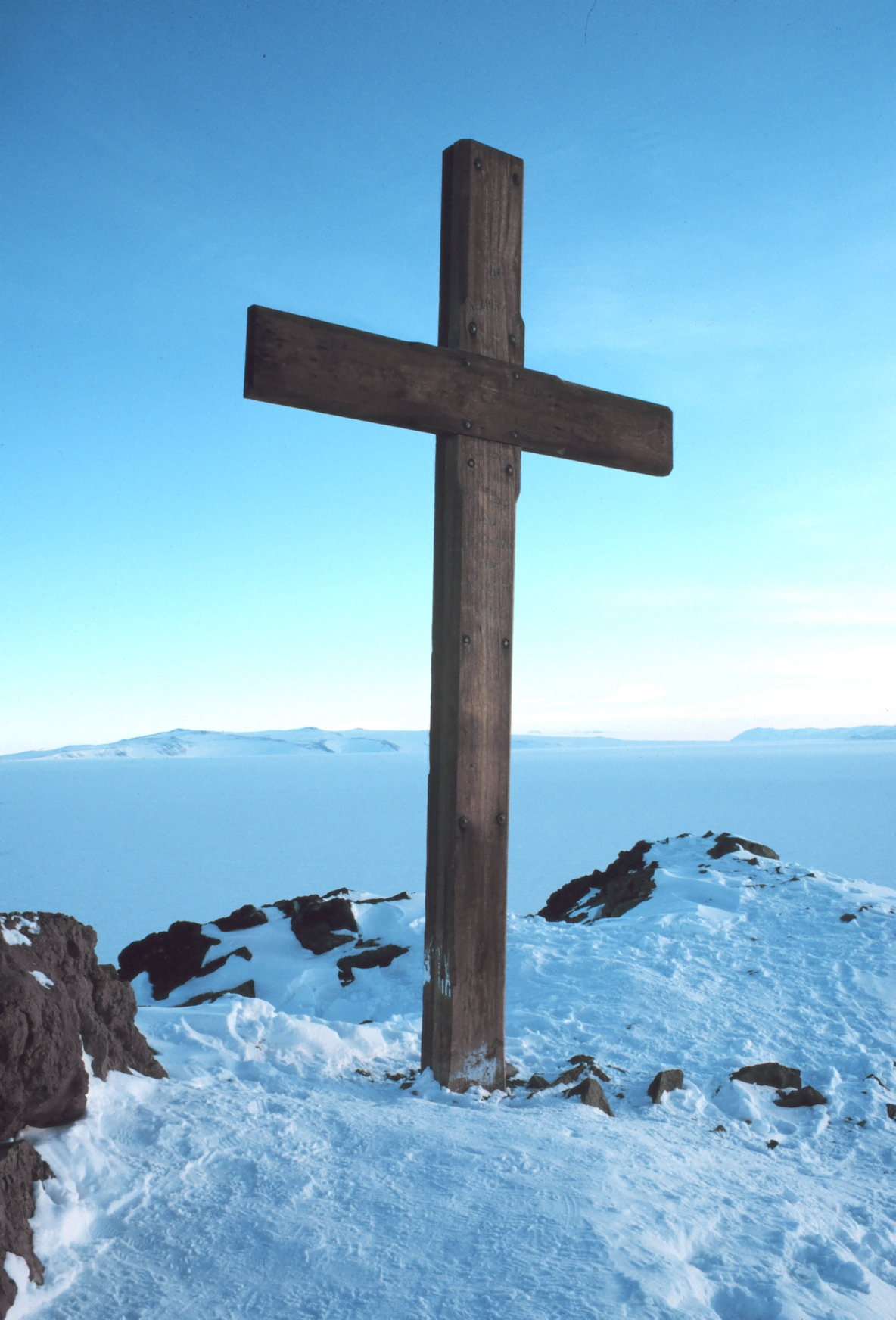
Cruz de madeira erigida na base de Observation Hill em memória dos mortos da expedição.

Após o regresso de Cherry-Garrard ao depósito One Ton, sem notícias de Scott, a ansiedade começou a aumentar. Atkinson, no comando em Cabo Evans como oficial naval sénior, decidiu tentar encontrar o grupo polar e, a 26 de Março, com o apoio de Keohane iniciou uma viagem num trenó não motorizado com 18 dias de provisões. Com temperaturas na ordem dos 40 °C negativos, chegaram ao Campo Corner a 30 de Março, quando, segundo Atkinson, as condições atmosféricas, o frio e a altura do ano tornavam uma ida para sul impossível. Atkinson registou, "Na minha mente, eu tinha a certeza de que o grupo [polar] tinha perecido".

### Grupo de busca
Os restantes membros da expedição (para além dos do Grupo Norte de Campbell, que continuavam longe) aguardaram em Cabo Evans durante o Inverno, continuando o trabalho científico. Na Primavera, Atkinson teve que decidir o que fazer primeiro: socorrer o grupo de Campbell ou, se possível, saber do destino do grupo polar. Depois de uma reunião com toda a equipa, ficou decidido que se deveria procurar Scott. O grupo que o iria procurar partiu a 29 de Outubro, apoiado por mulas que tinham desembarcado do Terra Nova durante o reabastecimento no Verão anterior. A 12 de Novembro, o grupo descobriu a tenda com os corpos congelados de Scott, Wilson e Bowers, a 18 km a sul do depósito One Ton. Atkinson fez uma leitura das passagens mais relevantes dos diários de Scott, descobrindo o porquê do desastre. Depois de recolherem os diários, objectos pessoais e registos, cobriram os seus corpos com o exterior da tenda, e colocaram, num monte de pedras, uma cruz feita com os esquis de Gran. O grupo ainda procurou pelo corpo de Oates, mais a sul, tendo encontrado apenas o seu saco de dormir. A 15 de Novembro,  erigiram um marco tumular perto do local em que acreditavam que ele tivesse morrido.
No regresso a Hut Point, a 25 de Novembro, o grupo de resgate tomou conhecimento que o Grupo Norte de Campbell se tinha salvo e regressado à base.

## Balanço
Como Campbell era agora o oficial de marinha mais antigo, assumiu o comando da expedição nas últimas semanas antes da chegada do Terra Nova a 18 de Janeiro de 1913. Antes da partida final, erigiram uma grande cruz em madeira na encosta do Observation Hill, virada para Hut Point, com os nomes dos cinco exploradores mortos lá inscritos, e uma frase do poeta Alfred Tennyson, do seu poema Ulysses: "Lutar, buscar, achar e não se render".
Dado que a causa provável das mortes do grupo polar foi a fome e o escorbuto, ou ambos, a questão da alimentação deste grupo é importante. As rações consumidas pelos grupos dos trenós tinham por base os conhecimentos científicos sobre nutrição à data de 1910, antes de se saber da importância da vitamina C na prevenção do escorbuto. Era dada extrema importância a uma alimentação rica em proteínas necessárias para substituir as calorias queimadas durante um esforço elevado, neste caso o transporte em trenós com tracção humana. De facto, os valores calóricos das rações foram sobrestimadas, embora isto não fosse evidente na altura, e sim só alguns anos depois. A ração diária por homem era 450 g de biscoitos, 340 g de pemmican, 85 g de açúcar, 57 g de manteiga, 20 g de chá e 16 g de cacau. Esta dieta seria complementada, na viagem para sul, por carne dos póneis (quando a sua função de tracção dos trenós terminasse), embora este suplemento só desse calorias adicionais por pequenos períodos.
A morte de Scott e do seu grupo causou uma grande tristeza entre o público, fazendo mesmo esquecer o feito de Amundsen de ter sido o primeiro a chegar ao Polo. Durante muitos anos, a imagem de Scott de herói trágico, irrepreensível, manteve-se intocável, embora entre alguns membros da expedição, e de familiares dos que morreram, houvesse atritos, não tornados públicos. Esta imagem foi reproduzida no filme de 1948, Scott of the Antarctic, com John Mills no papel principal e música de Ralph Vaughan Williams. O público manteve a sua imagem até à década de 1970, data em que quase todos os que tinham participado na expedição já tinham morrido.
A controvérsia começou com a publicação do livro de Roland Huntford, Scott and Amundsen (1979, reeditado e passado para televisão em 1985, com o título The Last Place on Earth). Huntford criticou a suposta forma de liderança autoritária de Scott  e a sua fraca capacidade de julgar os homens, responsabilizando-o por uma série de falhas na organização da expedição que levou à morte o grupo polar.  A imagem pessoal de Scott foi fortemente afectada com estes ataques; em sua defesa, vieram Ranulph Fiennes, que refutou a versão de Huntford; Susan Solomon que apresentou uma análise científica das condições atmosféricas que derrubaram Scott; e a biografia de Scott, que David Crane escreveu em 2005, a última, de acordo a historiadora Stephanie Barczewski, "a repor o espírito humano de Scott".
Quando se comparam os feitos de Scott e Amundsen, muitos historiadores são da opinião de que os conhecimentos técnicos que Amundsen tinha sobre esquis e cães e, de forma geral, do conhecimento que tinha sobre as condições do gelo, davam-lhe uma grande vantagem na corrida ao Polo. A conclusão final de Scott sobre o desastre a que foram sujeitos, escrito quando já estava perto da morte e em condições extremas, recai sobre uma série de azares e não sobre uma organização falhada. Enquanto os críticos, como Huntford, rejeitam esta justificação, Cherry-Garrard nota que "todo o problema está cheio de 'ses'"; trata-se de um conjunto de decisões e circunstâncias que levaram à catástrofe. Mas "éramos prudentes como qualquer um o é antes de um acontecimento". A conclusão de Diana Preston, depois de compilar todas as circunstâncias da jornada ao sul, foi: "o principal não é que eles tenham falhado mas sim que eles quase conseguiram".

## Legado científico e tecnológico
A Expedição Terra Nova foi a expedição, até à data, que envolveu mais meios científicos e cientistas. Liderada por Edward Wilson, a equipa de 12 cientistas era composta por especialistas em meteorologia, hidrologia, zoologia, glaciologia, biologia e geologia. No total foram recolhidos mais de 40 000 espécimes, dos quais 2 000 eram de animais e plantas, sendo 400 de novas espécies.
Da viagem ao Cabo Crozier, onde foram recolhidos cinco ovos, só três sobreviveram ao atribulado regresso. Foram, primeiro, para o Museu de História Natural de Londres, em South Kensington e, depois, para a Universidade de Edimburgo onde o Dr. Cossar Stewart os analisou e redigiu um relatório. No entanto, dado terem passado 23 anos entre a recolha dos ovos e a publicação da pesquisa, a teoria que tinha por base uma possível ligação entre os répteis e os pinguins - baseada na teoria da evolução de Charles Darwin - tinha sido, entretanto, rejeitada. A ideia base era de que o pinguim era mais primitivo que outras aves, e o estudo dos embriões poderia trazer mais dados entre uma possível ligação evolutiva entre os répteis e os pássaros. Esta particularidade necessitou de uma viagem em pleno Inverno para a obtenção dos ovos numa fase ainda de incubação. Embora o objectivo final da recolha dos ovos não tenha obtido o sucesso desejado, o estudo da pele dos pinguins, trazidos pela expedição, revelou a existência de um pesticida, o DDT no ambiente antárctico, ajudando, assim, a banir a sua utilização a nível mundial.
Dos 14 kg de amostras que o grupo polar de Scott trazia da sua viagem ao Polo Sul, uma delas continha um fóssil de Glossopteris indica que, mais tarde, serviria de prova que o continente Antárctico tinha feito parte de um antigo super-continente designado por Gondwana, que unia a América do Sul a África e a Antártica. Ao todo, a expedição recolheu 1 919 rochas e pedras do Estreito de McMurdo e da Baía Terra Nova.
Ao nível da meteorologia, a expedição registou o maior número de dados da Antártica de sempre, sendo a base comparativa das pesquisas actuais.
Para além das aguarelas de Edward Wilson, a presença do fotógrafo Herbert Ponting trouxe, também, uma nova forma de registar visualmente as expedições polares que, até à data, era feita através de desenhos ou por fotografias ainda de forma arcaica.
Os resultados científicos da expedição foram publicados com a designação British Antarctic Expedition ("Terra Nova"),1910-13: Scientific Results (1914).

### Principal
- Barczewski, Stephanie (2007). Antarctic Destinies: Scott, Shackleton and the changing face of heroism. Londres: Hambledon Continuum. ISBN 978-1-84725-192-3
- Cherry-Garrard, Apsley (1970) [1922]. The Worst Journey in the World. Londres: Penguin Books. ISBN 0-14-009501-2. OCLC 16589938
- Crane, David (2005). Scott of the Antarctic: A Life of Courage, and Tragedy in the Extreme South. Londres: HarperCollins. ISBN 978-0-00-715068-7. OCLC 60793758
- Fiennes, Ranulph (2003). Captain Scott. [S.l.]: Hodder & Stoughton Ltd. ISBN 0-340-82697-5
- Huntford, Roland (1985). The Last Place On Earth. Londres: Pan Books. ISBN 0-330-28816-4
- Huxley, Elspeth (1977). Scott of the Antarctic. Londres: Weidenfeld & Nicolson. ISBN 0-297-77433-6
- Huxley, Leonard, ed. (1913). Scott's Last Expedition, Volume I: Being the Journals of Captain R.F. Scott, R.N., C.V.O. Londres: Smith, Elder & Co. OCLC 1522514
- Huxley, Leonard, ed. (1913). Scott's Last Expedition, Volume II: Being the reports of the journeys and the scientific work undertaken by Dr. E.A. Wilson and the surviving members of the expedition. Londres: Smith, Elder & Co. OCLC 1522514
- Limb, Sue; Cordingley, Patrick (1982). Captain Oates, Soldier and Explorer. Londres: B.T. Batsford. ISBN 0-7134-2693-4
- Preston, Diana (1999). A First Rate Tragedy: Captain Scott's Antarctic Expeditions paperback ed. Londres: Constable. ISBN 0-09-479530-4. OCLC 59395617
- Riffenburgh, Beau (2005). Nimrod. Londres: Bloomsbury Publishing. ISBN 0-7475-7253-4
- Seaver, George (1933). Edward Wilson of the Antarctic. Londres: John Murray
- Shackleton, Ernest (1911). The Heart of the Antarctic. Londres: William Heinemann
- Solomon, Susan (2001). The Coldest March: Scott's Fatal Antarctic Expedition. New Haven (US): Yale University Press. ISBN 0-300-09921-5

### Adicional
- Bainbridge, Beryl (1991). The Birthday Boys. [S.l.]: Duckworth. ISBN 0-715623788
- Fiennes, Ranulph (2005). Race to the Pole: Tragedy, Heroism, and Scott's Antarctic Quest. [S.l.]: Hyperion. ISBN 1-4013-0047-2
- Hattersley-Smith, G., ed. (1984). The Norwegian with Scott: The Antarctic Diary of Tryggve Gran 1910–13. [S.l.]: HMSO. ISBN 0-11-290382-7
- Jones, Max (2003). The Last Great Quest: Captain Scott's Antarctic Sacrifice. [S.l.]: OUP. ISBN 0-19-280483-9
- Lambert, K. (2001). The Longest Winter: The Incredible Survival of Captain Scott's Lost Party. [S.l.]: Smithsonian Books. ISBN 1-58834-195-X
- Ponting, H G (1921). The Great White South. [S.l.]: Duckworth